# Hāneh Gelān
Hāneh Gelān (persiska: هانه گلان) är en ort i Iran.   Den ligger i provinsen Kurdistan, i den nordvästra delen av landet, 400 km väster om huvudstaden Teheran. Hāneh Gelān ligger 2 083 meter över havet och antalet invånare är 105.
Terrängen runt Hāneh Gelān är kuperad.Runt Hāneh Gelān är det ganska tätbefolkat, med 222 invånare per kvadratkilometer. Närmaste större samhälle är Chābolkān Ḩājjī, 14,2 km sydväst om Hāneh Gelān. Trakten runt Hāneh Gelān består i huvudsak av gräsmarker.